# Horst Knobel
Horst Knobel, né le 15 septembre 1924 à Kassel et mort le 23 janvier 2023 à Berlin, est un peintre paysagiste et graphiste allemand.

## Vie et œuvre
Horst Knobel est né en 1924 à Kassel. Avant et après la guerre, Knobel a travaillé comme concepteur d'affiches publicitaires.
Pendant la guerre, il a été gravement blessé au bras gauche et a dû se reconvertir (en tant que gaucher). Après la destruction de la ville de Kassel, dans la vieille ville de laquelle il avait grandi, il s'installa à Spangenberg. En 1945, il épousa sa femme Leni, qui est décédée en 2018.
Knobel travaille de préférence au pastel. Il réalise également des dessins au fusain et au crayon. Ses motifs comprennent entre autres des paysages et des vues de villes en Allemagne, en Hongrie, en Italie et en France. Knobel a réalisé des tableaux monumentaux pour les mairies de Melsungen et de Spangenberg, ainsi qu'un triptyque pour la chapelle du Cloître Haydau.

## Musées (sélection)
- Musée municipal (musée local) de Spangenberg[6]
- Collections d'art nationales de Kassel
- Collections d'art B. Braun Melsungen
- Mátra-Musée du Château d'Orzcy, Gengeß (Gyöngyös), Hongrie
- Collections d'art de la ville de Perpignan
- Musée des Beaux-Arts, Strasbourg

## Littérature
- Wolfgang Tilcher : Horst Knobel - dessinateur et peintre du paysage hessois. In : Hessische Heimat. 1991/1[7].